# Богданович, Айварс
Айварс Богданович (латыш. Aivars Bogdanovičs, 21 сентября 1941 — 8 сентября 2022) — советский и латвийский актёр.

## Биография
Айварс Богданович родился 21 сентября 1941 года в Мангальской волости Рижского уезда в семье бывшего офицера Латвийской армии.
Окончил Рижский индустриальный политехникум (1960), Народную студию киноактёра Рижской киностудии (1970), театральный факультет Латвийской государственной консерватории (1974). Учился в Рижском политехническом институте (1961—1966).
В 1971—1977 годах — актёр Художественного театра им. Я. Райниса.
В 1977—2005 годах — актёр Театра драмы им. А. Упита (Национального театра).
Снимался в кино. Дебютировал в 1968 году на киностудии «Ленфильм» в военной драме режиссёра Леонида Квинихидзе «Моабитская тетрадь», где сыграл роль сокамерника Мусы Джалиля, бельгийца Андре Тиммерманса.

### Роли в театре

#### Художественный театр им. Я. Райниса (Театр Дайлес)
- 1974 — «Последний барьер» инсценировка рассказа Андрея Дрипе — Озолниекс
- 1974 — «Все в саду» переработанная Эдвардом Олби пьеса Джайлза Купера — Ричард
- 1976 — «Чайка» А. П. Чехова — Тригорин
- 1976 — «Ужас, Янка начал думать …» Паула Путниньша — Янка

#### Латвийский Национальный театр
- 1978 — «Голодранцы — аристократы» Эдуардо Скарпетта — Отавио
- 1980 — «Времена землемеров» братьев Каудзите — Пратниекс
- 1980 — «Берег» по роману Юрия Бондарева — Никитин
- 1982 — «В огне» Рудольфа Блауманиса — Вискрелис
- 1984 — «Ромео и Джульетта» Уильяма Шекспира — Монтекки
- 1985 — «Оливер» Хария Гулбиса — Мартиньш
- 1987 — «С хижиной в церкви» Паула Путниньша — Вилмарс
- 1987 — «Улица большого грешника» Мартиньша Зиверта — Тетиньш
- 1989 — «Вайделоте» Аспазии — Ольгерт
- 1989 — «Женская сила» Анны Бригадере — Давис
- 1991 — «С богом на земле» Паула Путниньша — Вилмарс
- 1992 — «Кармен, Кармен!» Аншлава Эглитиса — Рудольф Румба
- 1993 — «Гиблое место» Айры Левина — Сидней Брюл
- 1994 — «Большой улов» Анны Бригадере — Арнольд Абеле
- 1995 — «Салемские ведьмы» по пьесе Артура Миллера «Суровое испытание» — Джайлс
- 1996 — «Пёстрые рассказы» по произведениям А. П. Чехова — Чубуков
- 1997 — «Сын рыбака» инсценировка романа Вилиса Лациса — Гароза
- 1998 — «Сорок карат» Джей Прессон Аллен — Летем
- 1999 — «Дом в Праге» Павла Когоута — Климент

## Фильмография
- 1968 — Моабитская тетрадь — Тиммерманс
- 1969 — Суровые километры — Крумс
- 1970 — Насыпь — эпизод
- 1973 — Ключи от города — эпизод
- 1974 — Первое лето — Виньодис
- 1976 — Мастер — эпизод
- 1976 — Эта опасная дверь на балкон — эпизод
- 1978 — Большая новогодняя ночь — эпизод
- 1979 — Ночь без птиц — эпизод
- 1980 — Вечерний вариант — эпизод
- 1982 — Моя семья — Парковицс
- 1983 — Выстрел в лесу — бригадир
- 1985 — Матч состоится в любую погоду — эпизод
- 1991 — Собака, которая поёт — Отто
- 1993 — Вальс длиною в жизнь — Арнолдс